# Aperileptus minimus
Aperileptus minimus är en stekelart som beskrevs av Gabriel Strobl 1904. Aperileptus minimus ingår i släktet Aperileptus och familjen brokparasitsteklar. Inga underarter finns listade i Catalogue of Life.